# Gabriel (nom)
Gabriel és un prenom, que significa ‘Home de Déu’, ‘Força de Déu’ o ‘Escut de Déu’. A la Bíblia el porta l'arcàngel Gabriel. Un dels seus equivalents en idioma àrab és Gibán, que vol dir ‘l'Anunciador’.
En català, occità, francès, castellà, portuguès i anglès s'escriu igual: «Gabriel»; en italià, «Gabriele».
Els seus variants femenins són «Gabriela» o «Gabriella».

## En altres idiomes
- Àrab: جبريل (Jibril)
- Aragonès: Grabiel
- Belarús: Гаўрыла
- Búlgar: Гавраил (Gavrail), Гаврило (Gavrilo)
- Català: Gabriel, Biel (variant originaria de les Illes Balears)
- Xec: Gabriel
- Eslovac: Gabriel
- Espanyol: Gabriel
- Euskera: Gabirel
- Francés: Gabriel
- Gallec: Gabriel
- Georgià: გაბრიელი (Gabrieli)
- Grec: Γαβριήλ (Gavriil)
- Hebreu: גַּבְרִיאֵל (Gavriʼel)
- Hongarès: Gábor
- Irlandès: Gabriel, Gaibrial
- Italià: Gabriele
- Lituà: Gabrielius
- Maltès: Grabiel, Gabrijel
- Polonès: Gabriel
- Portuguès: Gabriel
- Occità: Gabriel
- Romanès: Gabriel, Gabi, Gavriil
- Rus: Гавриил (Gavriil), Гаврил (Gavrila), Гаврила (Gavrila)
- Serbi: Гаврило (Gavrilo)